# 1518 год в науке
В 1518 году произошли различные научные и технологические события, некоторые из которых представлены ниже.

## События
- Состоялось прохождение Венеры по диску Солнца.
- 1 мая — Хуан де Грихальва открыл империю ацтеков и прибыл в район Табаско[1].

## Публикации
- Генрих Грамматеус:
  - «Ayn neu Kunstlich Buech», где для обозначения сложения и вычитания используются современные знаки плюса и минуса[2].
  - «Libellus de compositione regularum pro vasorum mensuratione. Deque arte ista tota theoreticae et practicae»[3].
- Адам Ризе: «Rechnung auff der linihen», руководство по использованию абака для практических расчётов[1].
- Антонио де Небриха: «Lexicon artis medicamentariae», содержащий словарь соответствия греческих и латинских названий растений»[4].

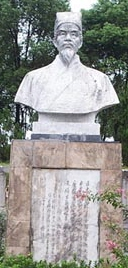
Памятник Ли Шичжэню в ботаническом саду города Ци чжоу

## Родились
См. также: Категория:Родившиеся в 1518 году
- 3 июля —- Ли Шичжэнь, китайский врач и фармаколог (умер в 1593 году).
- Ньюфло де Чавес, испанский конкистадор (убит в 1568 году).

## Скончались
См. также: Категория:Умершие в 1518 году